# Ouragan Maria (2005)
Pour les articles homonymes, voir Cyclone tropical Maria.
L'ouragan Maria a été le 13e cyclone tropical et le 6e ouragan de la saison cyclonique 2005 sur l'océan Atlantique. Il a également été le 4e ouragan majeur (catégorie 3 ou plus) de la saison 2005. C'est la première utilisation du nom Maria pour un cyclone tropical.

## Chronologie
Le 27 août 2005, une onde tropicale particulièrement étendue et profonde a quitté la côte africaine. Le 28 août, les averses accompagnant l'onde s'organisèrent en deux perturbations tropicales, chacune présentant des indices d'une possible circulation cyclonique. L'une des perturbations se déplaça vers le nord-ouest, à l'ouest de l'archipel du Cap-Vert et se désorganisa. L'autre chemina vers l'ouest, puis le 29 août, le nord-ouest. Le 31 août, le système développa une circulation cyclonique de surface bien définie, mais la présence d'un creux dépressionnaire de haut-niveau à proximité, en causant du cisaillement des vents, nuit au développement de la convection. Vers 12:00 UTC le 1er septembre 2005, la convection était suffisante pour désigner la perturbation dépression tropicale, à 910 milles nautiques à l'est des Petites Antilles.
Une cellule de l'anticyclone des Bermudes se situait au nord-est de la dépression. La circulation anticyclonique l'accompagnant poussa alors le cyclone vers l'ouest-nord-ouest, mouvement qui dura plusieurs jours.
Le creux de haut niveau continua à exercer des vents cisaillants, freinant toute intensification significative. À la suite de son éloignement du dit creux, le cyclone put s'intensifier. Le 2 septembre, vers 12:00 UTC, elle devint tempête tropicale. On la désigna sous le nom de Maria. Située dans un secteur peu favorable, la tempête s'intensifia lentement. Le 4 septembre, vers 6:00 UTC, Maria atteignit l'intensité d'ouragan. Par la suite, le cyclone atteignit une zone où les vents de haute altitude étaient favorables pour un épisode d'intensification. Le 5 septembre, Maria présentait un œil bien défini. Le 6 septembre, l'ouragan, avec des vents soutenus de 185 km/h, atteignit son maximum d'intensité. Il se situait alors à 415 milles nautiques à l'est des Bermudes et avait commencé à changer de trajectoire, suivant celle des vents de l'anticyclone bermudien.
Après 6:00 UTC le 6 septembre, l'ouragan Maria commença à décliner. Il tourna vers le nord-est et accéléra, poussé par le courant de l'anticyclone subtropical. Le 7 septembre, Maria intégra un creux de haute altitude et reprit momentanément une intensité de 140 km/h. Le 9 septembre, à 0:00 UTC, Maria faiblit en tempête tropicale. Quoique le cyclone maintint des caractéristiques tropicales lorsqu'il atteignit les latitudes moyennes, il se transforma en tempête extratropicale le 10 septembre, vers 12:00 UTC. Il accéléra vers le nord-nord-est.
Le 11 septembre, la tempête s'intensifia et produisit des vents de force ouragan (Beaufort 12) sur le nord de l'océan Atlantique Nord. Elle faiblit le 12 septembre. Le 13 septembre 2005, la tempête passa à proximité de l'Islande. Approchant des côtes de la Norvège, les restes de Maria fusionnèrent avec un fort système dépressionnaire non-tropical.

## Bilan

### Norvège
Les restes de Maria, fusionnés avec un creux dépressionnaire extratropical, ont généré un fort cyclone dans l'Europe du Nord-Ouest. Les fortes précipitations qui l'ont accompagné ont produit un glissement de terrain qui ont enseveli et tué une personne.